# Trypophobica pilosa
Trypophobica pilosa is een hooiwagen uit de superfamilie Zalmoxoidea.
De originele naamcombinatie (protoniem) is Cynortina pilosa Goodnight & Goodnight 1953. De soortnaam is bijgewerkt naar de latere formatie, Dapessus pilosus (Goodnight & Goodnight, 1953) in Goodnight & Goodnight 1983. Een volgende naamrecombinatie werd gepubliceerd als Ethobunus pilosus (Goodnight & Goodnight, 1953) in Kury & Cokendolpher 2000, maar vervolgens gewijzigd. Na 2021 de geldige combinatie is Trypophobica pilosa (Goodnight & Goodnight, 1953) in Cruz-López, Monjaraz-Ruedas, Colmenares, & Francke, 2021.